# Międzynarodowe Targi Książki w Warszawie

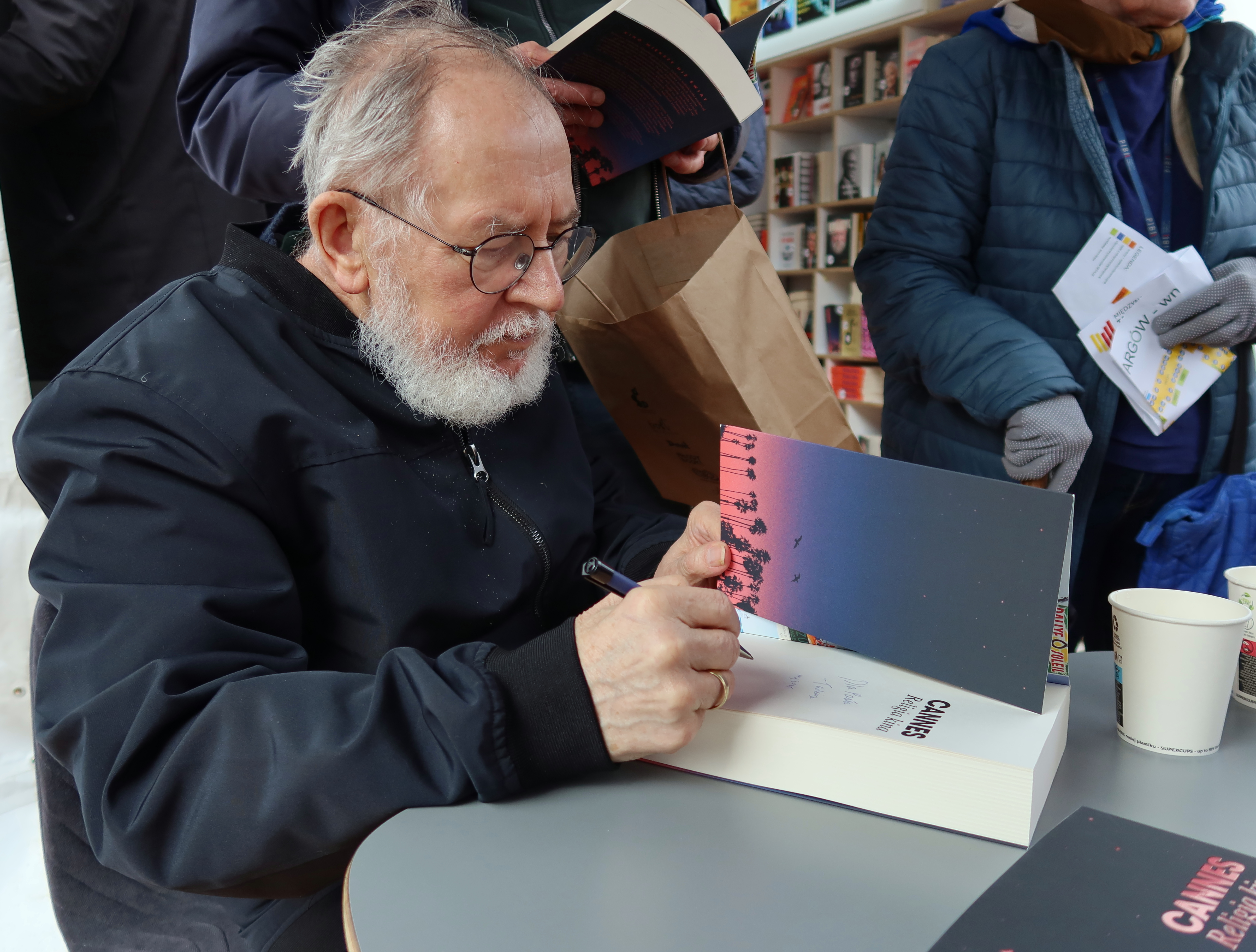
Tadeusz Sobolewski podpisuje swoją książkę
na Międzynarodowych Targach Książki w Warszawie (2025)

Międzynarodowe Targi Książki – doroczne międzynarodowe targi książki organizowane najpierw w Poznaniu, następnie od 1958 w Pałacu Kultury i Nauki w Warszawie, integrujące wydawców, księgarzy, autorów i czytelników. Czołowa tego rodzaju impreza handlowo-kulturalna w krajach Europy Środkowej. Od początku organizowana przez Centralę Handlu Zagranicznego Ars Polona w Warszawie. W 2023 targi powróciły pod tą nazwą po trzynastu latach przerwy.

## Uhonorowania
Na targach zostały uhonorowane następujące państwa, organizacje lub osoby:
- 2002 – Litwa i Łotwa
- 2003 – Hiszpania
- 2004 – Rosja
- 2005 – Szwajcaria
- 2006 – Niemcy
- 2007 – Ukraina
- 2008 – Izrael
- 2009 – Rada Europy
- 2010 – Fryderyk Chopin